# Vasile Arvanezu
Vasile Arvanezu (Basile Arvénesso; n. secolul al XIX-lea – d. secolul al XIX-lea) a fost un avocat și politician român din secolul al XIX-lea, membru fondator al Partidului Național Liberal din România, la 24 mai 1875.